# Atelozella subulata
Atelozella subulata är en tvåvingeart som beskrevs av H. Oldroyd 1957. Atelozella subulata ingår i släktet Atelozella och familjen bromsar.
Artens utbredningsområde är Tanzania. Inga underarter finns listade i Catalogue of Life.